# George Goulding
George Henry Goulding (* 17. November 1885 in Kingston upon Hull, England; † 3. Februar 1966 in Toronto) war ein kanadischer Leichtathlet. 
Bei den Olympischen Spielen 1908 trat George Goulding in drei Disziplinen an. Im Gehen über 3500 Meter belegte er Platz 4. Im Bahngehen über 10 Meilen gab er im Vorkampf auf. Im Marathonlauf belegte er Platz 22 in 3:33:26 Stunden.
Vier Jahre später bei den Olympischen Spielen 1912 gewann er den Vorkampf im 10.000-Meter-Bahngehen vor dem Briten Ernest Webb. Im Finale war Webb der einzige, der dem Tempo von Goulding halbwegs folgen konnte, und gewann Silber. Goulding gewann Gold in 46:28,4 Minuten, dem ersten offiziellen Weltrekord auf dieser Strecke.

## Weblinks

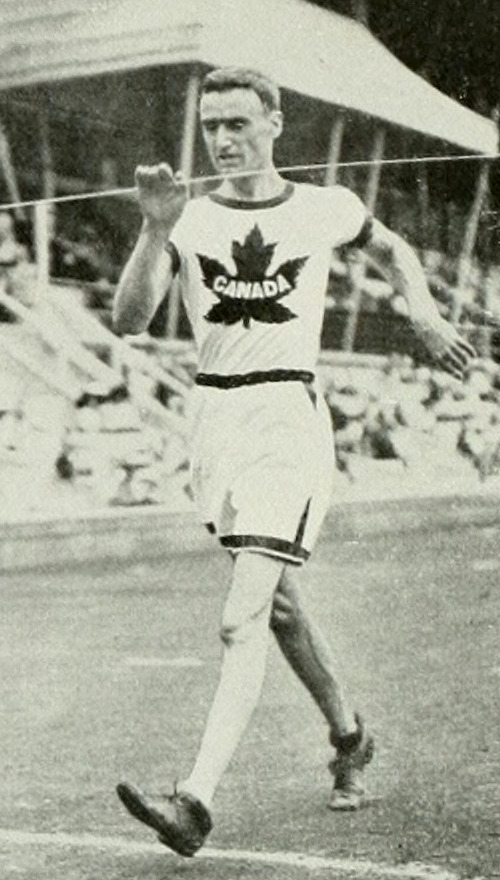
George Goulding bei den Olympischen Spielen 1912